# Elymer

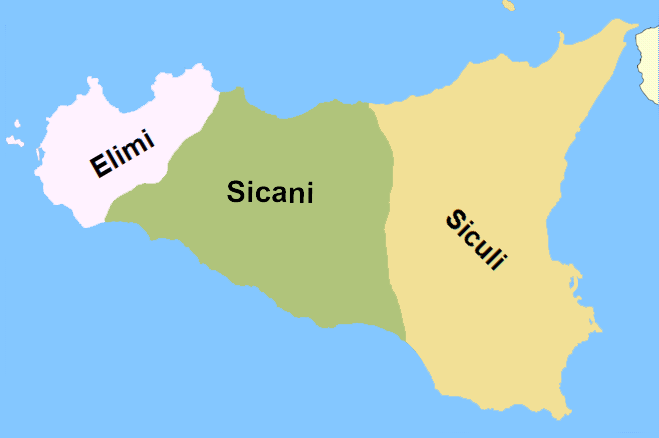
Ungefähres Gebiet der Elymer (Elimi) auf der Insel Sizilien z. Z. der Griechischen Kolonisation

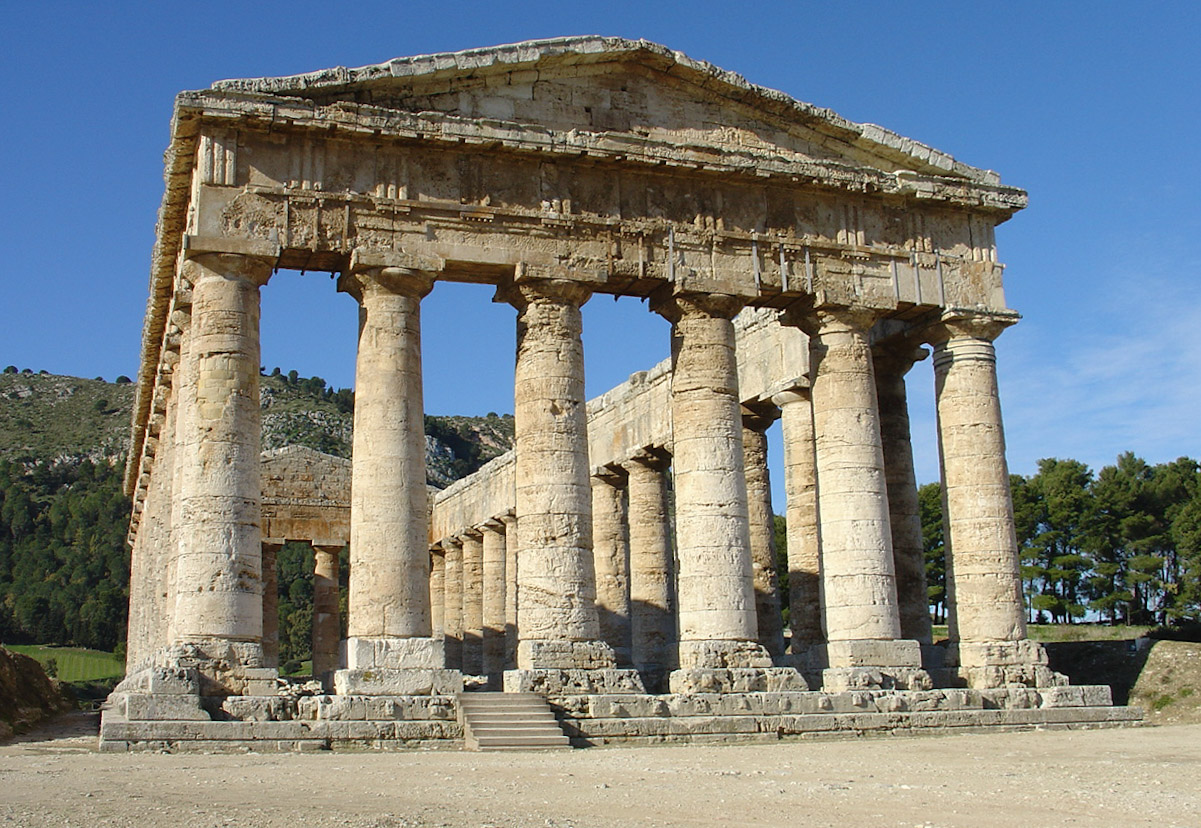
Elymertempel in Segesta

Als Elymer (altgriechisch Έλυμοι Elymoi, lateinisch Elymi) wurde von den Griechen ein Teil der vorgriechischen Bevölkerung Siziliens bezeichnet. Zusammen mit den Sikelern und Sikanern bewohnten sie die Insel zur Zeit der Großen Kolonisation. Die Elymer lebten insbesondere in Westsizilien. Ihre wichtigsten Städte waren Eryx (das heutige Erice), Segesta (auch Egesta) und Entella. Ihr Siedlungsgebiet wird vom Belice in Osten und der Linie Monte Iato – Partinico – Montelepre im Norden begrenzt.
Die genaue Herkunft der Elymer ist ungeklärt. Thukydides führt sie auf Trojaner zurück, die sich unter ihrem Führer Elymos nach einigen Irrfahrten zusammen mit einigen Phokäern angeblich in der genannten Region, die vorher von Sikanern bewohnt war, niederließen. Sie sollen laut Vergils Aeneis zu den Trojanern gehören, die mit Aeneas aus Troja geflohen sind, dann aber nicht mit ihm weiter nach Latium zogen. Da Aeneas als Stammvater von Romulus und Remus gilt, den legendären Gründern von Rom, sahen die Römer nach der Eroberung Siziliens die Elymer als verwandtes Volk an, das eine bevorzugte Behandlung verdiente.
Bei Vergil heißt Elymos Helymus und nach Servius war er Gründer der Städte Asca, Entella (nahe der heutigen Stadt Contessa Entellina) und Egesta. Die Namen ihrer Städte lassen auf eine ligurische Herkunft schließen. Neuere Funde, die ins 9./8. Jahrhundert v. Chr. datiert werden, lassen jedoch auf eine italische Herkunft und enge Beziehungen zu den Italikern schließen. Das wird auch durch neueste philologische Untersuchungen gestützt.
Laut Hellanikos stammten die Elymer jedoch ursprünglich aus Süditalien und seien dort von den Oinotroi verdrängt worden. Zur Zeit der Griechischen Kolonisation waren die Elymer meist mit den Phönikern verbündet und den Griechen gegenüber bis zu ihrer Hellenisierung im 5. Jahrhundert v. Chr. feindlich eingestellt. Nach der Hellenisierung werden sie nicht mehr erwähnt.
Für die elymische Sprache gibt es bisher nur spärliche Zeugnisse, von denen viele auch erst ab den 1960er Jahren bekannt wurden. Zunächst wollte man ligurische oder illyrische Verbindungen erkennen. Das erwies sich jedoch als unhaltbar. Nach neueren Forschungsergebnissen ist die elymische Sprache vermutlich dem Sikelischen sehr ähnlich – also einer indogermanische Sprache –, demnach der italischen Sprachgruppe nahestehend. Die vorhandenen Sprachzeugnisse wurden vor allem in Form von Graffiti auf 600 Keramiken in Segesta (8.–6. Jahrhundert v. Chr.) und als Münzlegenden auf Münzen aus dem 5. Jahrhundert v. Chr. in Eryx und Segesta gefunden.
Die Elymer dürfen nicht mit den iranischen Elymäern verwechselt werden.